# Sipanea hispida
Sipanea hispida är en måreväxtart som beskrevs av George Bentham och Herbert Fuller Wernham. Sipanea hispida ingår i släktet Sipanea och familjen måreväxter. Inga underarter finns listade i Catalogue of Life.